# ميشيل هولزابفل
ميشيل هولزابفل (بالإنجليزية: Michelle Holzapfel)‏ هي نقاشة خشب ‏ وفنانة أمريكية، ولدت في 9 ديسمبر 1951.